# Nepterotaea diagonalis
Nepterotaea diagonalis là một loài bướm đêm trong họ Geometridae.